# Liber Linteus
Liber Linteus (Zagrabiensis) (også sjældent kendt som Liber Agramensis) (Latin: Linnedbogen (fra Zagreb) eller Agram-bogen) er en af de længste etruskiske tekster og den eneste linnedbog. Det meste af bogen er uoversat, da vi mangler viden om etruskisk. Få ord forstås og indikerer, at bogen er en rituel kalender.
Linnedet, som bogen er skrevet på, var præserveret som mumiesvøb. Mumien og manuskriptet er nu på køl i det arkæologiske museum i Zagreb, Kroatien.